# Gråskala

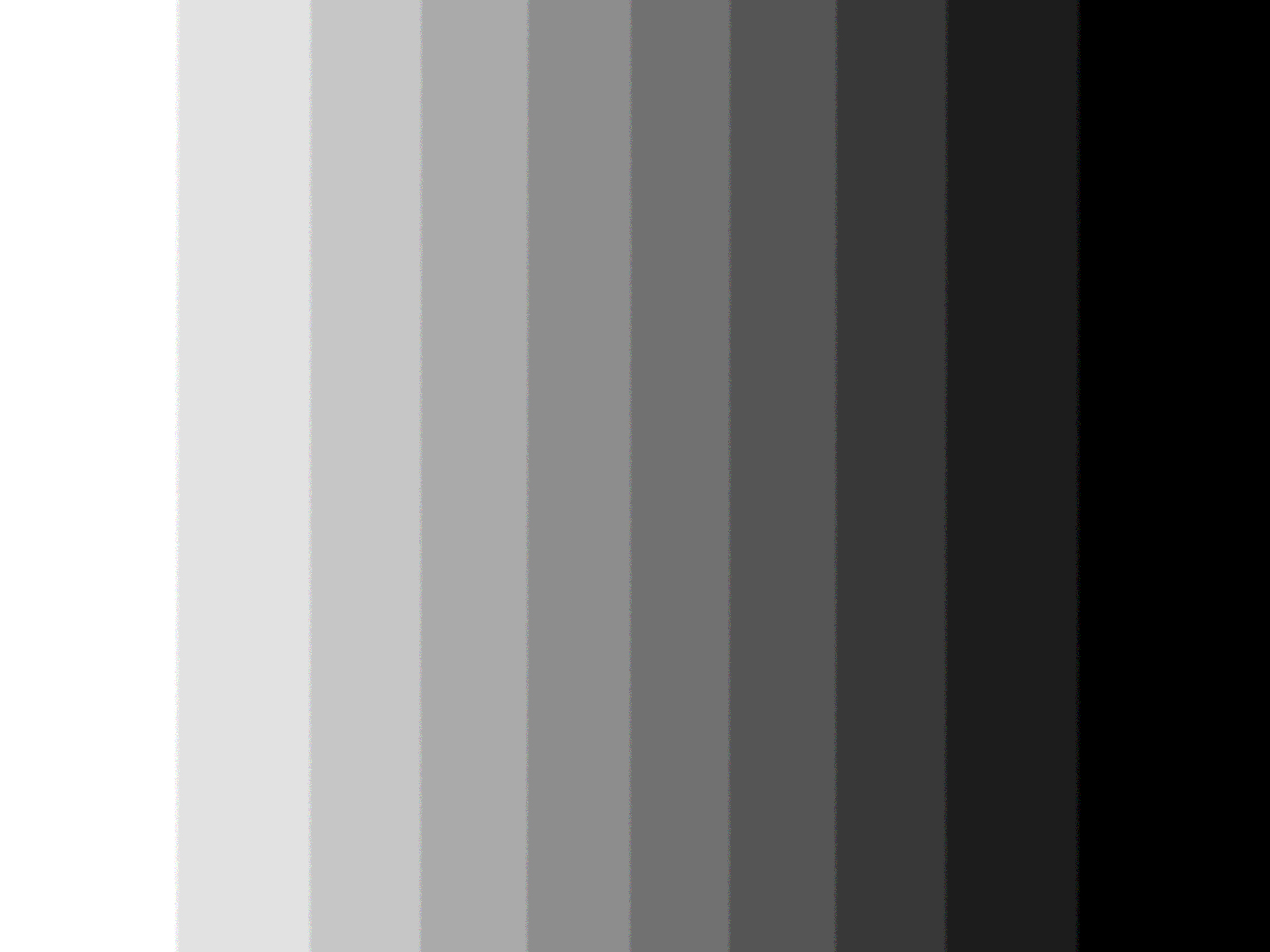
Gråskala i tio steg.

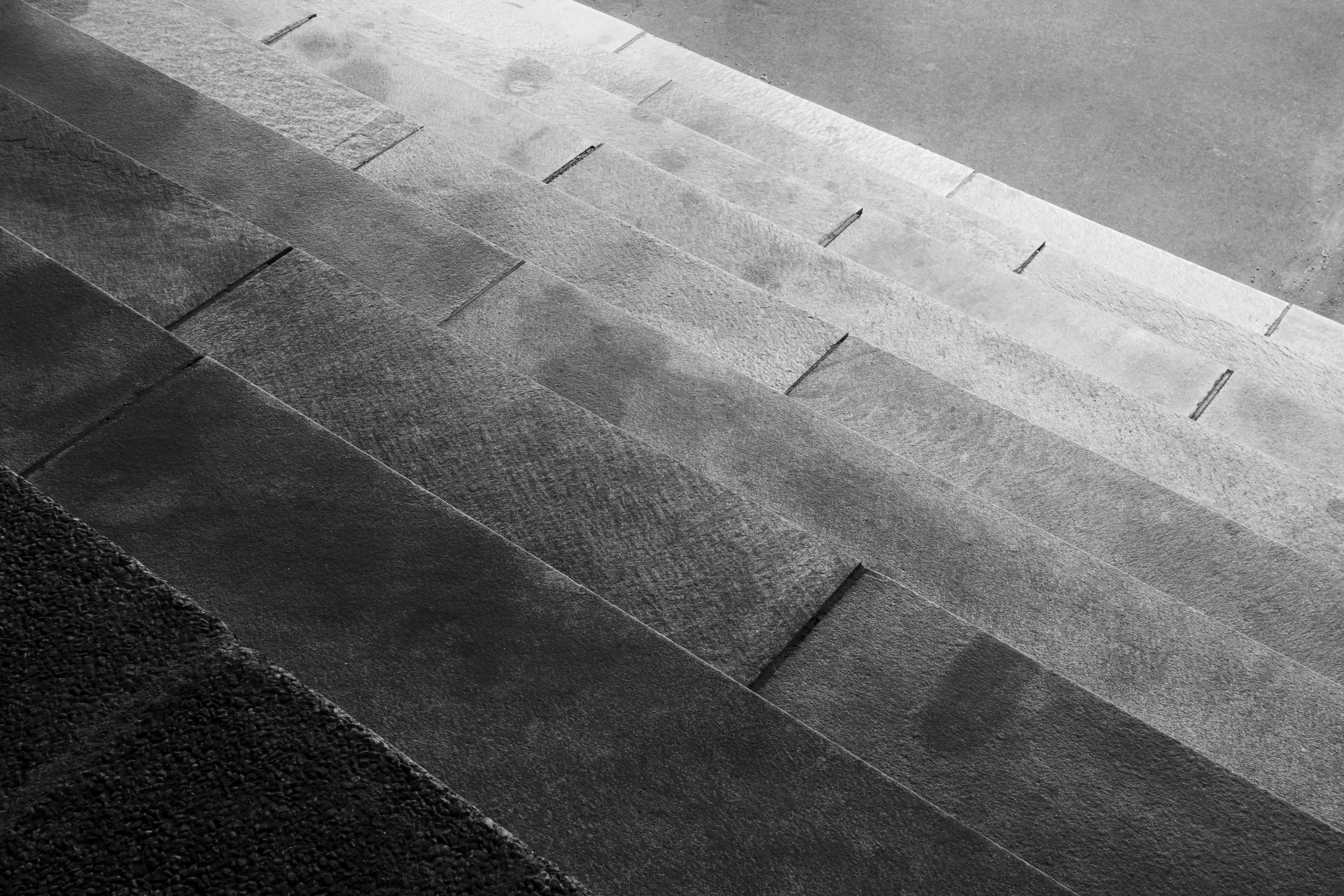
Trappa med nio steg i Lysekil, allt i gråskala.

Gråskala är en skala av grå färgtoner som används för att återge en färgbild i svartvitt. Ett svartvitt fotografi är egentligen en bild i gråskala. Detaljrikedomen i en gråskalebild beror dels på bildens upplösning, dels på antalet färger i gråskalan.
En gråskala är även en serie fält av nyanser av grått, ordnade från vitt till svart. Fälten är lika stora och tillväxten i mörkhet mellan fälten är procentuellt lika stor.
En gråskala har många grå nyanser och har inte lika stor kontrast som svartvitt.